# Drepanorchis neglecta
Drepanorchis neglecta är en kräftdjursart som först beskrevs av Fraisse 1877.  Drepanorchis neglecta ingår i släktet Drepanorchis, och familjen Sacculinidae. Arten är reproducerande i Sverige.